# 近肖古王
近肖古王（？—375年；在位时间：346年—375年）是朝鲜半岛三国时期百济的第十三任君主，名句。

## 背景
近肖古王是百济第十一任君主比流王的次子。在近肖古王之前，百济的王位一直在百济的第五任君主肖古王和第八任君主古尔王的后裔交替世袭。近肖古王在百济第十二任君主契王去世后继位标志着肖古王世袭的最终胜利和这种轮回的结束。
近肖古王掌权后，强化了百济君主的集权，通过任命地方官员的手段消弱了百济贵族的势力。

## 领土扩张
百济在近肖古王在位期间达到了鼎盛时期。369年，百济吞并了所有残余的马韩部落并将洛东河以西的伽倻纳为臣属。百济领土面积达到空前最大。

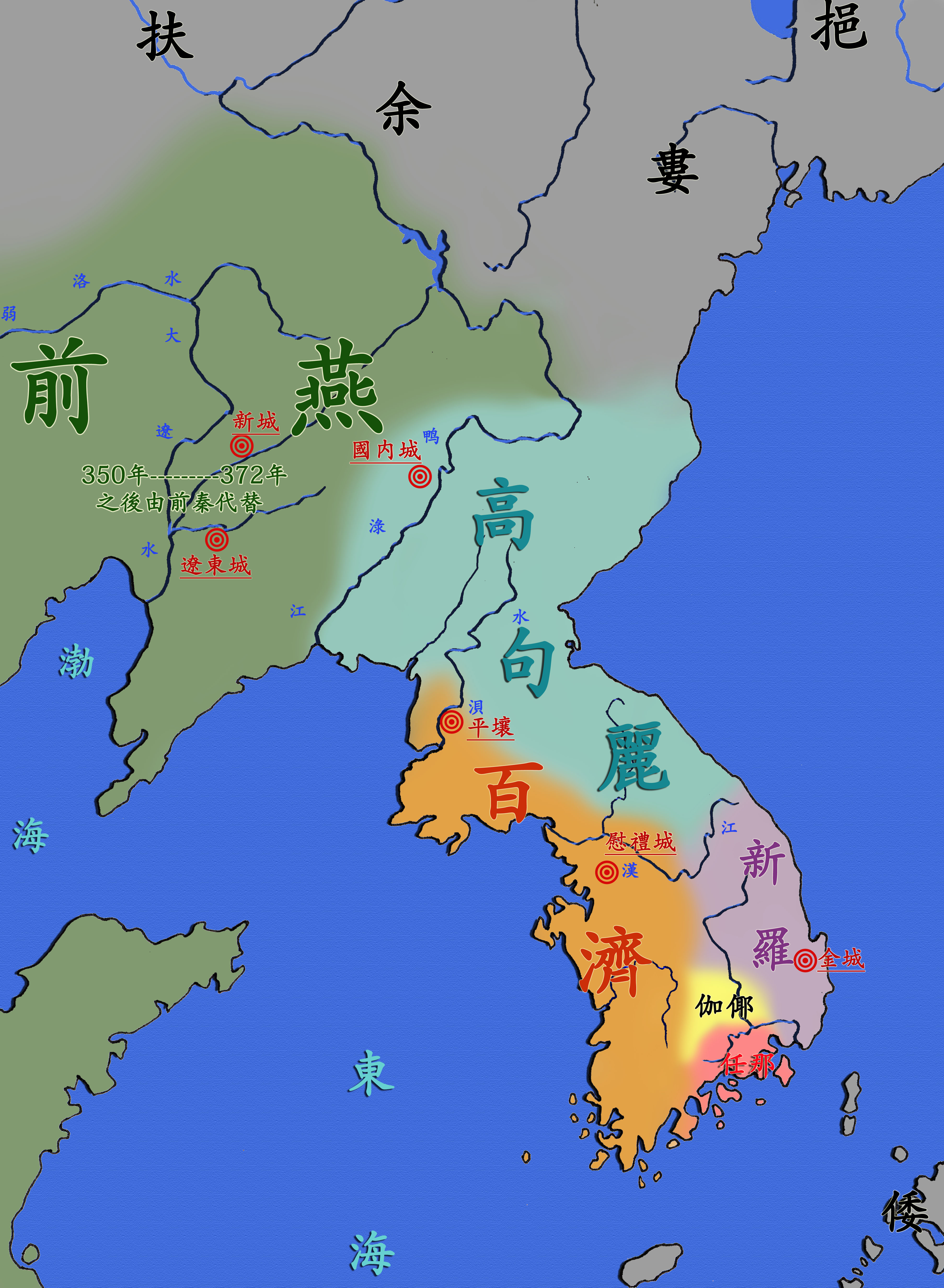
近肖古王时期百济的位置

369年, 高句丽攻打百济，百济给与全力反击。371年，当时的百济太子近仇首王率3万军队拿下平壤并处死了高句丽故国原王。百济从此称霸黄海并控制朝鲜半岛的大部分地区包括京畿道，忠清道，全罗道和部分江原道和黃海道地区。

## 对外关系
近肖古王采取与新罗友好与高句丽对抗的政策。366年, 近肖古王与新罗联盟对付高句丽。371年，百济太子近仇首王就曾大胜高句丽占领平壤并处死了高句丽故国原王。
近肖古王积极引进中国文化。372年，百济第一次派外交特使到东晋并得到册封。近肖古王时期，百济开创并引领了中国，朝鲜半岛和日本的三边贸易。中国以前一直是国际贸易主导者。但在中国丢失乐浪郡后，中国北部被不懂海运的匈奴，鲜卑和羌占领。百济遣南朝使臣宣称曾短暂（420-479）占据中国（东晋十六国）辽西晋平郡，成为当时东亚贸易的中心。（百济略有辽西的记载首见于南朝的《宋书》。此外,《梁书》和《南史》也有类似相同的内容。作为百济史上的一个历史事件，并没有记载于朝鲜的史书，而却记载在中国南朝的史书上，这确实是值得研究的课题。372年，中国南朝时东晋，北朝是前秦，前秦大多数时间占有今天辽宁省大部分领土。然后后燕、北燕、北魏相继对辽西地区有效控制，并有史载建制。《宋書（南朝宋）·卷97·列傳57·夷蠻》：“東夷 百濟國 ，本与高骊俱在辽东之东千余里，其后高骊略有辽东，百济略有辽西。 百济所治，谓之晋平郡晋平縣”
百济还将百济的文化传播到日本大和时代的倭人。近肖古王还赠予倭王七支刀，并派阿直岐、王仁等人到日本传播儒教和汉字。

## 文化
近肖古王鼓励文化发展。百济拿下带方郡后，许多中国学者被邀请到百济宫中。百济通过这些学者和与东晋的贸易往来中吸收中国文化。
近肖古王在位期间还命高兴（原籍不详，一说原乐浪郡汉人）撰写了百济的汉文史书《书记》，不过此书并没有流传下来。
近肖古王时期，百济开始向日本输出儒家思想，曾派阿直岐前往日本，教授应神天皇太子莬道稚郎子等《论语》、《千字文》等儒家经典。:37

## 影视作品
- 韓國KBS电视剧：《近肖古王》